# Vancouver Film Critics Circle Awards 2016
16. ročník předávání cen Vancouver Film Critics Circle se konal dne 20. prosince 2016. Nominace byly oznámeny dne 16. prosince 2016.

## Vítězové a nominovaní

### Nejlepší film
Místo u moře
- Moonlight
- La La Land

### Nejlepší režisér
Kenneth Lonegran – Místo u moře
- Damien Chazelle – La La Land
- Denis Villeneuve – Příchozí

### Nejlepší scénář
Kenneth Lonegran – Místo u moře
- Barry Jenkins – Moonlight
- Taylor Sheridan – Za každou cenu

### Nejlepší herec v hlavní roli
Casey Affleck – Místo u moře
- Ryan Gosling – La La Land
- Denzel Washington – Ploty

### Nejlepší herečka v hlavní roli
Isabelle Huppert – Elle
- Natalie Portman – Jackie
- Amy Adams – Příchozí

### Nejlepší herec ve vedlejší roli
Mahershala Ali – Moonlight
- Jeff Bridges – Za každou cenu
- Lucas Hedges – Místo u moře

### Nejlepší herečka ve vedlejší roli
Michelle Williamsová – Místo u moře
- Naomie Harris – Moonlight
- Viola Davis – Ploty

### Nejlepší dokument
Za kamerou
- 13th
- O.J.: Made in America

### Nejlepší cizojazyčný film
Toni Erdmann
- Komorná
- Elle